# L.N.グミリョフ・ユーラシア国立大学
L.N.グミリョフ・ユーラシア国立大学（L.N.グミリョフ・ユーラシアこくりつだいがく、Gumilyov Eurasian National University, ENU）は、カザフスタン共和国の首都アスタナ市に位置する国立大学。ロシアの科学者、歴史家、民族学者のレフ・グミリョフの名前を校名に冠する。

## 概要
約3,000人の教職員と約15,000人の学生が在籍し、13の学部に加え、大学院（修士課程、博士課程）、28の科学機関（研究機関、研究所、センター）、継続教育研究所 (Institute of Continuing Education) 、軍事トレーニングセンター、文化教育センターなどを擁する大規模な大学である。専攻の数は、学部で65、大学院修士課程では68、同博士課程では38に上る。教育は主にロシア語とカザフ語によって行われる。

## 沿革

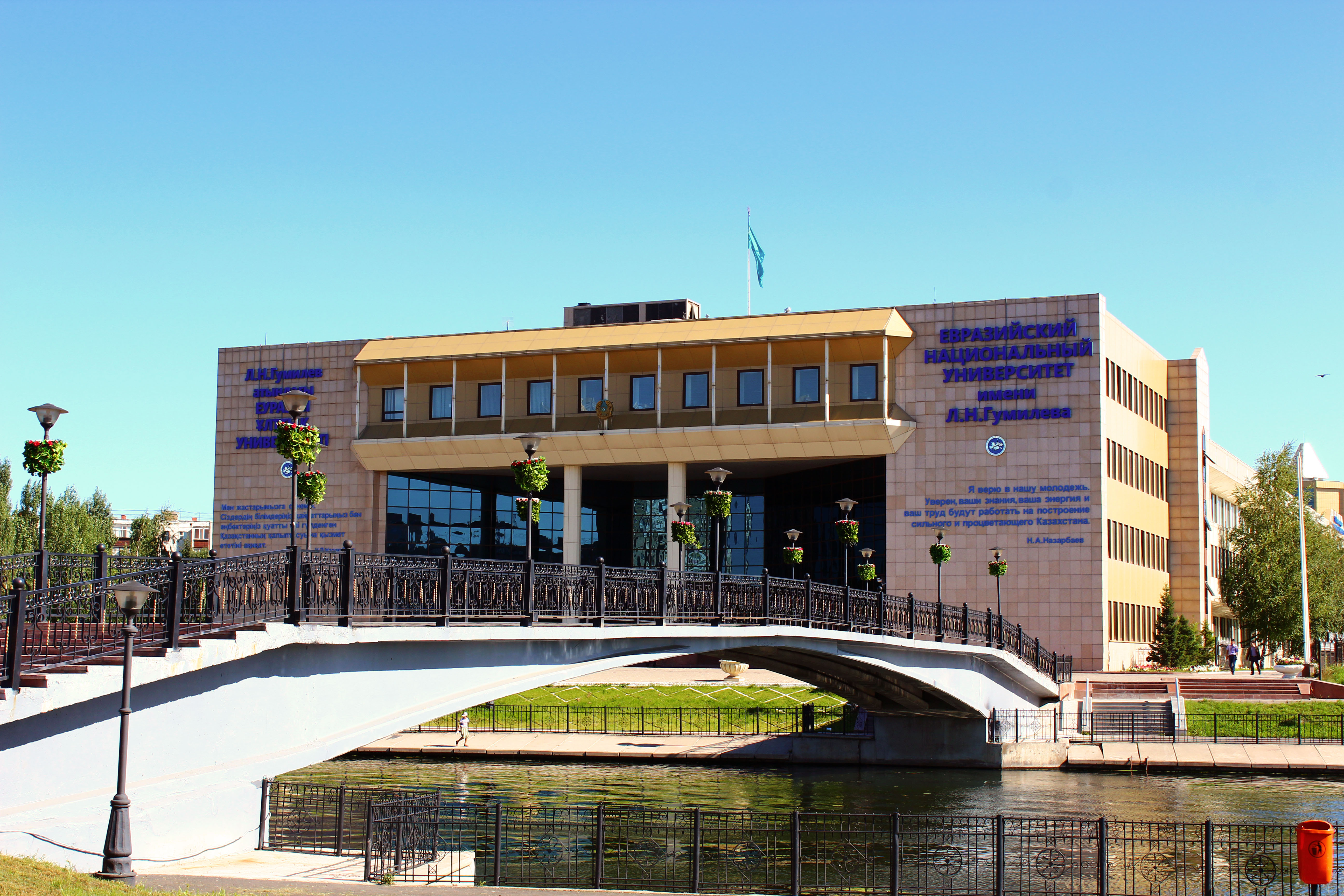
大学本館

構内にあるレフ・グミリョフ像

1996年5月23日、ヌルスルタン・ナザルバエフ大統領の主導で、ツェリノグラード工科大学とツェリノグラード教育大学の2つを統合し設立された。
2000年、カザフスタン政府の法令により、同国外務省の外交アカデミーと統合され、L.N.グミリョフ・ユーラシア州立大学と改称された。また同年、大学内にロシアのモスクワ国立大学のカザフスタン支部が開設された。
2001年6月29日付けのカザフスタン政府の法令第892号「特定の州の高等教育機関の名称変更について」により、名称がL.N.グミリョフ・ユーラシア国立大学に戻された。また、同年7月5日の大統領令で「国家的・普遍的な価値観に基づく人格形成・専門能力開発・科学技術の成果に重要な貢献をした」として、特別な国家的地位を与えられた。
2002年10月1日、M.Zholdasbekov学長の主導で、レフ・グミリョフ博物館・研究室が開設された。また、2008年9月には、グミリョフの彫像が構内に設置された。
2009年3月10日、ユーラシア大学協会の第11回会議が大学内で開催された。
2012年、レフ・グミリョフ生誕100周年を記念する記念式典の中心として、ユーラシア大学協会の会長、モスクワ国立大学の学長、ロシア科学アカデミーの副会長であるV.A.Sadovnichyが、第9回ユーラシア科学フォーラム「グミリョフの遺産と現代のユーラシア統合」の参加者に歓迎のスピーチを行った。

## 国際ランキング
- QS世界大学ランキング - 418位
- QSトップ50 アンダー50（創立から50年以内の大学を対象）- 35位
- 学業成績による大学ランキング - 1893位
- Webometrics世界大学ランキング - 1895位
- QS新興大学ランキング（ヨーロッパ・中央アジア） - 33位
- 主題別QSランキング「物理学と天文学」 - トップ500

## 学部
- 建築・建設学部
- 機械数学部
- 運輸・エネルギー学部
- 自然科学部
- ジャーナリズムと政治学部
- 情報技術学部
- 国際関係学部
- 社会科学部
- 物理技術学部
- 哲学部
- 経済学部
- 法学部
- 歴史学部

## 教育・研究
大学は現在、カザフスタンの主要大学ランキングで上位にあり、その活動の基盤は革新的で技術的なアプローチ、最新の技術の使用によるものである。
国際レベルの大学を目指すにあたり、科学技術開発の優先分野で基礎研究を実施するという課題が設定されている。研究活動の一般的な方向性は、基礎科学の主要な問題を解決し、カザフスタン共和国の産業革新政策の優先分野のために取り組むことである。技術開発の優先分野は自然科学の分野を中心とし、大学内の研究センターや研究所の活動に反映されている。また、全ての研究ユニットは、大学の各学部と緊密に連携している。
大学には28の科学部門があり、自然・技術・社会・人文分野など多岐に渡る分野の研究が行われている。主要なものとしては、生物有機化学、実験生物学、生態学、数理モデリング、革新的技術、物理学、ハイテク技術、トルコ語、アルタイ語、考古学、社会学、ユーラシア学などが挙げられる。研究所や研修センターを中心として、160以上の基礎研究・応用研究プログラムが実施されている。また、先述の様々な分野で、約100の国際的・共和的な科学の理論・実践に関する会議、フォーラム、セミナー、円卓会議を開催している。

## 国際協力
ヨーロッパ、アジア、アメリカ各地の大学や、世界各地の23の科学センターや研究機関、大使館、国際的な科学・教育基金との協定に基づいて国際協力を行っている。提携している大学としては、ケンブリッジ大学、サセックス大学、モスクワ国立大学、ベルリン工科大学、オー＝ド＝フランス工科大学、釜山大学校、武漢大学、カルガリー大学などがある。また、カザフスタンの大学としては初めて、CISネットワーク大学と上海協力機構大学の枠組みの中でダブルディグリーのプログラムを開始した。

### 会員となっている国際的な協会・コンソーシアムなど
L.N.グミリョフ・ユーラシア国立大学は、ロシアの国際高等教育科学アカデミー（International Higher Education Academy Of Sciences）、ユーラシア大学協会、CISおよびバルト諸国国際研究協会、国際大学協会の会員である。2005年には、イタリアのボローニャでヨーロッパ大学憲章に署名した。
- ユーラシア大学協会
- 学術ランキングと卓越性に関するIREG観測所 (IREG Observatory on Academic Ranking and Excellence)
- ヨーロッパ大学憲章
- 独立国家共同体ネットワーク大学
- 上海協力機構大学（ロシア語版）
- ヨーロッパ大学コンソーシアム
- 国連アカデミックインパクト（UNAI）
- スターネット
- トルコ大学評議会
- 大学間電気通信コンソーシアム（イタリア）
- アジア大学協会

## 附属機関・施設

### トルコ文学博物館
大学の科学・教育・文化教育部門に属する博物館で、2003年9月18日に開館した。博物館の展示は、文学史に焦点を合わせている。

### レフ・グミリョフ博物館
2002年10月1日に開館した。博物館の展示品の制作に関しては、グミリョフについて研究している研究者の支援を受けた。
2004年、グミリョフの妻であるナタリア・グミリョフは、グミリョフが残した多くの私物や研究書を大学に遺贈した。また、博物館の研究所は、ユーラシア研究学科の教育研究室として使用されている。

## 歴代学長

### ツェリノグラード工科大学
- T.G.Dukhov（1964-1965）
- Kh.A.Asanbekov（1965-1977）
- Kh.K.Kareshov（1977-1988）
- A.G.Chekaev（1988-1996 ）Tselinograd

### ツェリノグラード教育大学
- K.Zh.Zhamanbaev（1962-1974）
- B.S.Sunkarbekov（1974-1984）
- M.S.Bespaev（1984-1987）
- N.V.Alekseenko（1987-1992）
- A.K.Kusainov（1992-1996）

### L.N.グミリョフ・ユーラシア国立大学
- Amangeldi Kusainov（1996-2000）
- Myrzatai Zholdasbekov（2000-2004）
- Sarsengali Abdimanapov（2004-2008）
- Bakhytzhan Abdraim（2008-2011）
- Yerlan Sydykov（2011年-）

## 日本との関係
日本の大学や教育・研究機関などとの協力関係の構築を重視しており、現在以下の日本の教育機関や研究基金などと関係を構築し、交換留学、修士・博士などの科学・研究者派遣などの交流を進めている。
- 八戸工業大学
- 岐阜薬科大学
- 筑波大学
- 近畿大学
- 大阪大学
- 琉球大学
- 一般財団法人ユーラシア財団 from Asia

2015年から現在に至るまで、日本の日本学生支援機構や文部科学省の交換留学生プログラムによって、ユーラシア国立大学の20人以上の学生が大阪大学、筑波大学、琉球大学などで教育を受けている。また、交換留学のプログラムを利用して、2016年に筑波大学の日本人学生1人がユーラシア国立大学に留学している。
交換留学制度における日本の大学との協力関係を更に深めていく目的で、現在アジア太平洋大学交流機構（UMAP）の条約に署名する準備を進めている。
日本の大学から教授を招待し、国際関係学部や建築建設学部、物理技術学部で講義が行われたこともあるほか、国際関係学部東洋学科に毎年日本から日本語教育の教員を招待している。また、在カザフスタン日本国大使館との協力関係の枠組みに基づき、毎年日本国大使による講義を行っている。2020年には、国際関係学部が日本の一般財団法人ユーラシア財団 from Asiaの研究補助金を受け、2020-2021年度に「The Eurasian Community and Central Asia」の講義を行っている。